# Some Friendly
Some Friendly é o álbum de estreia da banda britânica The Charlatans, lançado em 8 de outubro de 1990.
Gravado no The Windings próximo a Wrexham, País de Gales em 1990 as sessões se mostraram frágeis - a banda brigou com os donos do estúdio.
No entanto a falta de canções mostrou ser o maior problema. Juntos a menos de um ano, a banda não teve a oportunidade de compor músicas o suficiente e o álbum acabou recebendo faixas que "entraram para fazer número" (segundo Burgess, o vocalista).
A banda também sentiu que algumas canções (especialmente "White Shirt" e "Polar Bear") foram produzidas em excesso, com o baixo discreto na mixagem.
No entanto, "The Only One I Know" e "Then" se tornaram sucessos do The Charlatans (alcançando respectivamente o 9º e 12º lugares na parada pop britânica) e as vendas do álbum foram boas no mundo todo, em especial no Reino Unido onde o álbum alcançou diretamente a 1ª colocação na parada de álbuns.

## Faixa
1. "You're Not Very Well" (Baker, Blunt, Brookes, Burgess, R. Collins) – 3:31
2. "White Shirt" (Blunt, Burgess, R. Collins) – 3:25
3. "The Only One I Know" (Baker, Blunt, Brookes, Burgess, R. Collins) – 3:58
4. "Opportunity" (Blunt, Brookes, Burgess) – 6:41
5. "Then" (Blunt, Brookes, Burgess, R. Collins) – 4:11
6. "109 Pt.2" (Blunt, Brookes, Burgess, R. Collins) – 3:18
7. "Polar Bear" (Baker, Blunt, Brookes, Burgess, R. Collins) – 4:56
8. "Believe You Me" (Blunt, Brookes, Burgess, R. Collins) – 3:41
9. "Flower" (Baker, Blunt, Burgess, R. Collins) – 5:27
10. "Sonic" (Brookes, Burgess, R. Collins) – 3:32
11. "Sproston Green" (Baker, Blunt, Burgess, R. Collins) – 5:08
Faixa bônus no relançamento em CD no Japão
12. "Taurus Moaner" – 2:29

"Taurus Moaner" foi lançado originalmente como um lado B do single "Then" no Reino Unido.
A versão original em vinil de Some Friendly não incluiu "The Only One I Know", a banda desejava lançar apenas um single de cada álbum.

## Posição nas paradas musicais
Álbum
| Parada (1990–91)               | Melhor posição |
| ------------------------------ | -------------- |
| Austrália (ARIA Charts)        | 79             |
| Reino Unido (UK Albums Chart)  | 1              |
| Estados Unidos (Billboard 200) | 73             |

Singles
| Ano  | Single                | Parada                           | Melhor posição |
| ---- | --------------------- | -------------------------------- | -------------- |
| 1990 | "The Only One I Know" | UK Singles Chart                 | 9              |
| 1990 | "Then"                | Billboard Modern Rock Tracks     | 4              |
| 1990 | "Then"                | UK Singles Chart                 | 12             |
| 1990 | "The Only One I Know" | Billboard Modern Rock Tracks     | 5              |
| 1991 | "Sproston Green"      | Billboard Modern Rock Tracks     | 25             |
| 1991 | "White Shirt"         | Billboard Modern Rock Tracks     | 18             |
| 1991 | "The Only One I Know" | Billboard Mainstream Rock Tracks | 37             |